# Valerie Miles
Valerie Miles (ur. 1963, Nowy Jork) – amerykańska tłumaczka, wydawca, dziennikarka i pisarka.
Od ponad 20 lat mieszka w Hiszpanii, gdzie kierowała wydawnictwami Emecé i Alfaguara, a w 2003 r. była jednym z założycieli hiszpańskiej wersji brytyjskiego magazynu Granta (Granta en español). Jej artykuły ukazywały się w La Vanguardia, La Nación, The Paris Review oraz Harper’s. Tłumaczyła z hiszpańskiego na angielski dzieła takich autorów jak: Enrique Vila-Matas czy Lucía Puenzo. W 2012 r. opublikowała zbiór swoich wywiadów z najwybitniejszymi pisarzami hiszpańskojęzycznymi, takimi jak: Javier Marías, Mario Vargas Llosa, Eduardo Mendoza, Rafael Sánchez Ferlosio, Carlos Fuentes i Juan Goytisolo, zatytułowany Mil bosques en una bellota. Obecnie prowadzi wydawnictwo Duomo Ediciones z siedzibą w Barcelonie, w którym ukazało się m.in. tłumaczenie książki polskiego pisarza Jacka Dehnela – Lala.